# مجتمع خدمات حمایتی سلمان
مجتمع خدمات حمایتی سلمان مربوط به دوره پهلوی اول است و در بابل، نزدیک پل قدیمی محمد حسن خان واقع شده و این اثر در تاریخ ۲۹ تیر ۱۳۷۸ با شمارهٔ ثبت ۲۳۵۲ به‌عنوان یکی از آثار ملی ایران به ثبت رسیده است.